# UI GreenMetric
UI GreenMetric — це щорічний міжнародний рейтинг ефективності університетів у сфері сталого розвитку. Університетам дають бали, що відображають їхні зусилля щодо зменшення екологічного сліду університету та підтримки освіти та досліджень. Рейтинг започатковано в 2010 році Університетом Індонезії з метою сприяння сталості закладів вищої освіти й порівняння між ними. З тих пір кількість учасників зросла, а методологія була вдосконалена на основі відгуків від університетів-учасників.
У першому рейтингу 2010 року брали участь 96 університетів. Перше місце посів Каліфорнійський університет у Берклі. З моменту випуску 2010 року кількість університетів-учасників зросла до 956 у 2021 році.
У 2024 році українські університети не потрапили до першої сотні найкращих, але посіли гідні позиції в рейтингу. Першу п’ятірку серед українських вишів очолили:
1. Національний лісотехнічний університет України – 210 місце у світі.
2. Сумський державний університет – 323 місце у світі.
3. Національний університет "Острозька академія" – 448 місце у світі.
4. Міжнародний Європейський університет – 629 місце у світі.
5. Національний університет "Львівська політехніка" – 701 місце у світі.